# زبان اشاره اسپانیایی
زبان اشاره اسپانیایی زبان اشاره‌ای است که توسط ناشنوایان و کم شنوایان در اسپانیا استفاده می‌شود.